# Takiji-Yuriko-Preis
Der Takiji-Yuriko-Preis (jap. 多喜二・百合子賞, Takiji-Yuriko-shō) ist ein Literaturpreis, der von 1969 bis 2005 für herausragende Werke der demokratischen Literatur (民主主義文学, Minshushugi Bungaku) vergeben wurde. Der Preis wurde zum Gedenken an die beiden Schriftsteller und Parteimitglieder Kobayashi Takiji und Miyamoto Yuriko von der kommunistischen Partei Japans vergeben. Die Preisträger wurden alljährlich am 20. Februar, dem Todestag des zu Tode gefolterten Kobayashi Takiji bekannt gegeben.

## Preisträger

### 1969 bis 1980
- 1969
  - Itō Shin für Jigokugaki (地獄鉤), Roman
  - Matsuda Tokiko für Orin koten (おりん口伝), Roman
- 1970
  - Eguchi Kan für Watashi inochi no uta (わけしいのちの歌), Tanka
  - Nakazato Kishō für Kari no nemuri (仮のねむり), Roman
- 1971
  - Shimota Seiji für Akemodoro (明けもどろ), Roman
- 1972
  - nicht vergeben
- 1973
  - Tezuka Hidetaka für Ochiba o makuniwa (落葉をまく庭), Roman
- 1974
  - nicht vergeben
- 1975
  - Oikawa Kazuo für Fukinagare to narite (深き流れとなりて), Roman
  - Hashimoto Mudō für Murui no tsuma (無類の妻), Haiku
- 1976
  - Tsuda Takashi für Gendai no seiji to sakkatachi (現代の政治と作家たち), Kritik
  - Nishizawa Shunichi für Bungaku to gendai no ideorogī (文学と現代イデオロギー), Kritik
  - Satō Shizuo für Sengo bungaku no 30-nen (戦後文学の三十年), Kritik
  - Matsumoto Masao für Kako to kioku (過去と記憶), Kritik
- 1977
  - Itō Shinkichi für sein lyrisches Werk
- 1978
  - Kubota Sei für Kaimu no aru genya (海霧のある原野), Roman
  - Usuda Noboru für Hanadoki (花どき), Tanka
- 1979
  - Iwama Masao für Fūsetsu no naka (風雪のなか), Tanka
- 1980
  - Yoshikai Natsuko für Zenya (前夜), Roman
  - Furusawa Taiho für Makaruru kamome (捲かるる鴎), Haiku

### 1981 bis 1990
- 1981
  - Mizuno Akiyoshi für Kindai bungaku no seiritsu to Miyamoto Yuriko (近代文学の成立と宮本百合子), Kritik
- 1982
  - Yamaguchi Yūko für Arechi nobara (荒れ地野ばら), Roman
  - Yamagishi Isshō für Susumu yuru no masuto (聳ゆるマスト), Chronik
- 1983
  - Kusaka Sotokichi für Haiiro no umi (灰色の海), Roman
- 1984
  - nicht vergeben
- 1985
  - Ōshima Hiromitsu für Hito wo aisuru mono wa (ひとを愛するものは), Gedicht
  - Satō Kimiko für Kāsan no ki (母さんの樹), Roman
- 1986
  - Mitani Hideji für Hi no kusari (火の鎖), Roman
  - Yasaka Sumi für Watashi wa ikiru (わたしは生きる), Tanka
- 1987
  - Inazawa Junko für Jinetsu (地熱), Roman
- 1988
  - Miyadera Seiichi für Wakako natsu (和歌子・夏), Roman
  - Mori Yoshio für Homura no koyomi (炎の暦), Roman
- 1989
  - Udō Toshio für Asahi Shigeru (朝日茂), Roman
  - Kobayashi Shigeo für Puroretaria bunkgaku no sakkatachi (プロレタリア文学の作家たち), Kritik
- 1990
  - Nakamura Yasuyuki für Postmodernism no genei (ポストモダニズムの幻影), Kritik

### 1991 bis 2000
- 1991
  - Doi Daisuke für Asa no hikari ga (朝のひかりが), Gedicht
- 1992
  - Kubota Sei für seine Romantrilogie[1]
- 1993
  - Asao Tadao für Chichibu konmin kikō (秩父困民紀行), Gedicht
- 1994
  - Tajima Hajime  für Enkei no mori (遠景の森), Roman
- 1995
  - Jō Susumu für Hibaku 17000 no nichinichi (被爆一七〇〇〇の日々), Kritik
- 1996
  - nicht vergeben
- 1997
  - Nakamura Minoru für Sankyō no machi de (山峡の町で), Roman
- 1998
  - nicht vergeben
- 1999
  - nicht vergeben
- 2000
  - Hirase Seiichi für Toritachi no kage (鳥たちの影), Roman

### 2001 bis 2005
- 2001
  - nicht vergeben
- 2002
  - Fuyu Toshiyuki für Hansen-byō ryōyōjo (ハンセン病療養所), Roman
- 2003
  - Hinotsume Akane für Ine no senritsu (稲の旋律), Roman
- 2004
  - nicht vergeben
- 2005
  - nicht vergeben